# Zsuzsanna Morvay
Zsuzsanna Morvay, coniugata Szőcsné (Budapest, 1929 – Budapest, 8 gennaio 2009), è stata una schermitrice ungherese, vincitrice di due medaglie d'oro ai campionati mondiali di scherma.